# The Fourteenth Man
The Fourteenth Man er en amerikansk stumfilm fra 1920 af Joseph Henabery.

## Medvirkende
- Robert Warwick som Captain Douglas Gordon
- Bebe Daniels som Marjory Seaton
- Walter Hiers som Harry Brooks
- Robert Milasch som Jenks
- Norman Selby som Dwight Sylvester
- Jim Farley som Monk Brady
- Clarence Geldart som Major McDowell
- Viora Daniel
- Robert Dudley som Tidmarsh
- Lucien Littlefield som Wesley Colfax Winslow
- John McKinnon som Dawes